# 1995 à Terre-Neuve-et-Labrador
Chronologie de Terre-Neuve-et-Labrador
- 1991
- 1992
- 1993
- 1994
- 1995
- 1996
- 1997
- 1998
- 1999

Cette page concerne des événements d'actualité qui se sont produits durant l'année 1995 dans la province canadienne de Terre-Neuve-et-Labrador.

## Politique
- Premier ministre : Clyde Wells
- Chef de l'Opposition :
- Lieutenant-gouverneur :
- Législature :

## Événements
- 28 décembre : le premier ministre de Terre-Neuve-et-Labrador Clyde Wells annonce sa démission.

## Naissances

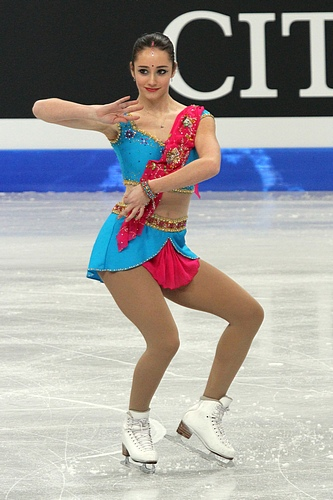
Kaetlyn Osmond

- 5 décembre : Kaetlyn Osmond est une patineuse artistique canadienne née à Marystown. Elle participe aux Jeux olympiques d'hiver de 2014 à Sotchi, où elle remporte la médaille d'argent de l'épreuve par équipes. Elle s'entraîne à Edmonton, en Alberta. Elle a gagné deux championnats canadien (2013, 2014) et a terminé au premier rang lors du programme court en 2012, devançant Cynthia Phaneuf.